# Rebilus monteithi
Rebilus monteithi är en spindelart som beskrevs av Norman I. Platnick 2002. Rebilus monteithi ingår i släktet Rebilus och familjen Trochanteriidae.
Artens utbredningsområde är New South Wales. Inga underarter finns listade i Catalogue of Life.